# Grand Prix mondial de volley-ball 2010
Navigation
Grand Prix 2009 Grand Prix 2011
Le Grand Prix mondial de volley-ball 2010 est une compétition de volley-ball féminin comprenant 12 nations organisée du 6 août au 29 août 2010. La finale comprenant 6 nations, s'est déroulée à Ningbo, Chine du 22 au 29 août 2010.

## Équipes participantes
| Europe                            | Amérique                                            | Asie                               |
| --------------------------------- | --------------------------------------------------- | ---------------------------------- |
| Pologne Pays-Bas Italie Allemagne | Brésil Porto Rico République dominicaine États-Unis | Chine Japon Corée du Sud Thaïlande |

## Tournois Préliminaires

### Premier week-end
| Groupe A                                            | Groupe B                                                          | Groupe C                                           |
| --------------------------------------------------- | ----------------------------------------------------------------- | -------------------------------------------------- |
| Site : São Paulo Brésil Italie Japon Taipei chinois | Site : Gdynia Pologne Allemagne États-Unis République dominicaine | Site : Chengdu Chine Pays-Bas Thaïlande Porto Rico |

#### Groupe A (São Paulo, Ginasio Geraldo Jose de Almeida)
| # | Équipe | Pts | J | G | P | Pp  | Pc  | Ratio | Sp | Sc | Ratio |
| 1 | Brésil | 6   | 3 | 2 | 1 | 237 | 198 | 1.197 | 7  | 3  | 2.333 |
| 2 | Japon  | 6   | 3 | 2 | 1 | 241 | 213 | 1.131 | 6  | 4  | 1.5   |
| 3 | Italie | 6   | 3 | 2 | 1 | 258 | 248 | 1.04  | 7  | 6  | 1.167 |
| 4 | Taïwan | 0   | 3 | 0 | 3 | 148 | 225 | 0.658 | 0  | 9  | 0     |

#### Groupe B (Gdynia, Gdynia Competition Hall)
| # | Équipe                 | Pts | J | G | P | Pp  | Pc  | Ratio | Sp | Sc | Ratio |
| 1 | Pologne                | 9   | 3 | 3 | 0 | 259 | 233 | 1.112 | 9  | 2  | 4.5   |
| 2 | Allemagne              | 4   | 3 | 1 | 2 | 295 | 298 | 0.99  | 6  | 7  | 0.857 |
| 3 | États-Unis             | 3   | 3 | 1 | 2 | 282 | 265 | 1.064 | 5  | 7  | 0.714 |
| 4 | République dominicaine | 2   | 3 | 1 | 2 | 248 | 288 | 0.861 | 4  | 8  | 0.5   |

#### Groupe C (Chengdu, Sichuan Provincial Sports Bureau)
| # | Équipe     | Pts | J | G | P | Pp  | Pc  | Ratio | Sp | Sc | Ratio |
| 1 | Chine      | 9   | 3 | 3 | 0 | 244 | 195 | 1.251 | 9  | 1  | 9     |
| 2 | Pays-Bas   | 6   | 3 | 2 | 1 | 231 | 203 | 1.138 | 7  | 3  | 2.333 |
| 3 | Porto Rico | 3   | 3 | 1 | 2 | 177 | 216 | 0.819 | 3  | 3  | 1     |
| 4 | Thaïlande  | 0   | 3 | 0 | 3 | 187 | 225 | 0.831 | 0  | 9  | 0     |

### Second week-end
| Poule D                                               | Poule E                                                   | Poule F                                               |
| ----------------------------------------------------- | --------------------------------------------------------- | ----------------------------------------------------- |
| Site : Bangkok Thaïlande Italie États-Unis Porto Rico | Site : Macao Chine Brésil Pays-Bas République dominicaine | Site : Okayama Japon Taipei chinois Allemagne Pologne |

#### Groupe D (Bangkok, Keelawes 2)
| # | Équipe     | Pts | J | G | P | Pp  | Pc  | Ratio | Sp | Sc | Ratio |
| 1 | États-Unis | 9   | 3 | 3 | 0 | 273 | 216 | 1.264 | 9  | 2  | 4.5   |
| 2 | Italie     | 6   | 3 | 2 | 1 | 261 | 238 | 1.097 | 7  | 4  | 1.75  |
| 3 | Thaïlande  | 3   | 3 | 1 | 2 | 239 | 255 | 0.937 | 4  | 7  | 0.571 |
| 4 | Porto Rico | 0   | 3 | 0 | 3 | 205 | 269 | 0.762 | 2  | 9  | 0.222 |

#### Groupe E (Macao, Forum de Macau)
| # | Équipe                 | Pts | J | G | P | Pp  | Pc  | Ratio | Sp | Sc | Ratio |
| 1 | Brésil                 | 9   | 3 | 3 | 0 | 247 | 181 | 1.365 | 6  | 1  | 6     |
| 2 | Chine                  | 4   | 3 | 1 | 2 | 226 | 232 | 0.974 | 5  | 3  | 1.667 |
| 3 | République dominicaine | 3   | 3 | 1 | 2 | 252 | 281 | 0.897 | 3  | 5  | 0.6   |
| 4 | Pays-Bas               | 2   | 3 | 1 | 2 | 241 | 272 | 0.886 | 1  | 6  | 0.167 |

#### Groupe F (Okayama, Okayama Momotaro Arena)
| # | Équipe    | Pts | J | G | P | Pp  | Pc  | Ratio | Sp | Sc | Ratio |
| 1 | Japon     | 9   | 3 | 3 | 0 | 273 | 209 | 1.306 | 9  | 2  | 4.5   |
| 2 | Pologne   | 6   | 3 | 2 | 1 | 260 | 241 | 1.079 | 7  | 4  | 1.75  |
| 3 | Allemagne | 3   | 3 | 1 | 2 | 248 | 257 | 0.965 | 5  | 6  | 0.833 |
| 4 | Taïwan    | 0   | 3 | 0 | 3 | 154 | 228 | 0.675 | 0  | 9  | 0     |

### Troisième week-end
| Poule G                                               | Poule H                                                | Poule I                                                   |
| ----------------------------------------------------- | ------------------------------------------------------ | --------------------------------------------------------- |
| Site : Hong Kong Chine États-Unis Allemagne Thaïlande | Site : Taïwan Taipei chinois Brésil Pologne Porto Rico | Site : Tōkyō Japon Italie Pays-Bas République dominicaine |

#### Groupe G (Hong Kong, Hong Kong Coliseum)
| # | Équipe     | Pts | J | G | P | Pp  | Pc  | Ratio | Sp | Sc | Ratio |
| 1 | États-Unis | 9   | 3 | 3 | 0 | 247 | 171 | 1.444 | 9  | 1  | 9     |
| 2 | Chine      | 6   | 3 | 2 | 1 | 248 | 244 | 1.016 | 7  | 4  | 1.75  |
| 3 | Thaïlande  | 3   | 3 | 1 | 2 | 231 | 247 | 0.935 | 4  | 7  | 0.571 |
| 4 | Allemagne  | 0   | 3 | 0 | 3 | 184 | 248 | 0.742 | 1  | 9  | 0.111 |

#### Groupe H (Taipei, Taiwan University Gym)
| # | Équipe     | Pts | J | G | P | Pp  | Pc  | Ratio | Sp | Sc | Ratio |
| 1 | Brésil     | 9   | 3 | 3 | 0 | 227 | 156 | 1.455 | 9  | 0  |       |
| 2 | Pologne    | 6   | 3 | 2 | 1 | 207 | 177 | 1.169 | 6  | 3  | 2     |
| 3 | Taïwan     | 2   | 3 | 1 | 2 | 206 | 263 | 0.783 | 3  | 8  | 0.375 |
| 4 | Porto Rico | 1   | 3 | 0 | 3 | 218 | 262 | 0.832 | 2  | 9  | 0.222 |

#### Groupe I (Tōkyō, Yoyogi National Stadium)
| # | Équipe                 | Pts | J | G | P | Pp  | Pc  | Ratio | Sp | Sc | Ratio |
| 1 | Italie                 | 7   | 3 | 2 | 1 | 292 | 271 | 1.077 | 8  | 4  | 2     |
| 2 | Pays-Bas               | 5   | 3 | 2 | 1 | 249 | 256 | 0.973 | 6  | 5  | 1.2   |
| 3 | Japon                  | 4   | 3 | 1 | 2 | 316 | 303 | 1.043 | 6  | 7  | 0.857 |
| 4 | République dominicaine | 2   | 3 | 1 | 2 | 267 | 294 | 0.908 | 4  | 8  | 0.5   |

## Classement tour préliminaire
| #  | Équipe                 | Pts | J | G | P | Pp  | Pc  | Ratio | Sp | Sc | Ratio |
| 1  | Brésil                 | 24  | 9 | 8 | 1 | 711 | 535 | 1.329 | 25 | 4  | 6.25  |
| 2  | États-Unis             | 21  | 9 | 7 | 2 | 802 | 652 | 1.23  | 23 | 10 | 2.3   |
| 3  | Pologne                | 21  | 9 | 7 | 2 | 726 | 651 | 1.115 | 22 | 9  | 2.444 |
| 4  | Japon                  | 19  | 9 | 6 | 3 | 830 | 725 | 1.145 | 21 | 13 | 1.615 |
| 5  | Italie                 | 19  | 9 | 6 | 3 | 811 | 757 | 1.071 | 22 | 12 | 1.833 |
| 6  | Chine                  | 19  | 9 | 6 | 3 | 718 | 671 | 1.07  | 21 | 11 | 1.909 |
| 7  | Pays-Bas               | 13  | 9 | 5 | 4 | 721 | 731 | 0.986 | 17 | 16 | 1.063 |
| 8  | République dominicaine | 7   | 9 | 3 | 6 | 767 | 863 | 0.889 | 13 | 24 | 0.542 |
| 9  | Allemagne              | 7   | 9 | 2 | 7 | 727 | 803 | 0.905 | 12 | 22 | 0.545 |
| 10 | Thaïlande              | 6   | 9 | 2 | 7 | 657 | 727 | 0.904 | 8  | 23 | 0.348 |
| 11 | Porto Rico             | 4   | 9 | 1 | 8 | 600 | 747 | 0.803 | 7  | 24 | 0.292 |
| 12 | Taïwan                 | 2   | 9 | 1 | 8 | 508 | 716 | 0.709 | 3  | 26 | 0.115 |

## Phase Finale (Ningbo)

### Classement Final
| No | Équipe     | Points | Matches | Matches | Points | Points | Points | Sets | Sets   | Sets  |
| No | Équipe     | Points | gagnés  | perdus  | pour   | contre | Ratio  | pour | contre | Ratio |
| -- | ---------- | ------ | ------- | ------- | ------ | ------ | ------ | ---- | ------ | ----- |
| 1  | États-Unis | 13     | 5       | 0       | 436    | 409    | 1.066  | 15   | 4      | 3.750 |
| 2  | Brésil     | 11     | 3       | 2       | 466    | 378    | 1.233  | 13   | 7      | 1.857 |
| 3  | Italie     | 7      | 2       | 3       | 379    | 403    | 0.940  | 8    | 10     | 0.800 |
| 4  | Chine      | 6      | 2       | 3       | 345    | 373    | 0.925  | 6    | 10     | 0.600 |
| 5  | Japon      | 4      | 2       | 3       | 455    | 484    | 0.940  | 8    | 13     | 0.615 |
| 6  | Pologne    | 4      | 1       | 4       | 421    | 455    | 0.925  | 7    | 13     | 0.538 |

## Distinctions individuelles

### Meilleures statistiques lors du tour préliminaire
- Meilleure marqueuse : Saori Kimura
- Meilleure attaquante : Ma Yunwen
- Meilleure contreuse : Kaori Inoue
- Meilleure serveuse : Manon Flier
- Meilleure défenseur : Kerstin Tzscherlich
- Meilleure passeuse : Alisha Glass
- Meilleure réceptionneuse : Francesca Piccinini
- Meilleure Libéro : Yang Meng Hua

### Récompenses lors de la phase finale
- MVP : Foluke Akinradewo
- Meilleure Marqueuse : Saori Kimura
- Meilleure Attaquante : Jaqueline Carvalho
- Meilleure Contreuse : Foluke Akinradewo
- Meilleure Serveuse : Wang Yimei
- Meilleure Passeuse : Alisha Glass
- Meilleure Libéro : Xian Zhang

## Tableau final
| Place              | Équipe                 |
| ------------------ | ---------------------- |
| Médaille d'or      | États-Unis             |
| Médaille d'argent  | Brésil                 |
| Médaille de bronze | Italie                 |
| 4                  | Chine                  |
| 5                  | Japon                  |
| 6                  | Pologne                |
| 7                  | Pays-Bas               |
| 8                  | République dominicaine |
| 9                  | Allemagne              |
| 10                 | Thaïlande              |
| 11                 | Porto Rico             |
| 12                 | Taïwan                 |